# Inga de Varteig
Inga Olafsdatter de Varteig (en noruego: Inga Olafsdatter fra Varteig) (Varteig, c.1183-Bergen, 1234) fue la amante del rey Haakon III de Noruega y la madre del rey Haakon IV de Noruega.

## Vida
Inga nació en Varteig, en la provincia de Østfold. Se convirtió en amante del rey Haakon III, a quien conoció cuando este viajó a Borg (ahora Sarpsborg) a finales de 1203. Haakon murió a principios de 1204. Su reinado había estado marcado por la competición entre las facciones bagler y birkebeiner por el control de Noruega durante un periodo de guerras civiles. Haakon fue sucedido como rey de Noruega primero por su nieto, Guttorm Sigurdsson, y luego por Inge Bardsson como Inge II.
Poco después de la muerte del rey Haakon, Inga dio a luz a hijo, afirmando que este era hijo del rey. Inga fue apoyada en su reclamo por muchos de los seguidores del rey Haakon de la facción birkebeiner. Sin embargo, este reclamo la colocó a ella y a su hijo en una posición peligrosa. Un grupo de seguidores birkebeiner huyó con Inga y su hijo de Lillehammer al este de Noruega, a las montañas durante el invierno de 1205-1206. El viaje continuó hacia el norte a través de Østerdalen hasta Trøndelag, donde pasarían a estar bajo la protección del rey Inge II.
Después de la muerte de Inge II en abril de 1217, Inga realizó una ordalía para probar el derecho de su hijo, Haakon, a estar en la línea de sucesión. Haakon se convirtió en rey de Noruega a los 13 años. Se dice que Inga enfermó de gravedad y falleció antes de la Navidad de 1234 en Bergen.

## Fuente
La fuente primaria de información con respecto a Inga de Varteig es la Hákonar saga Hákonarsonar (Saga de Haakon Haakonarson) la cual fue escrita tras la muerte del rey Haakon IV.